# Општина Сарулешти (Калараш)
Сарулешти (рум. Săruleşti) општина је у Румунији у округу Калараш.
Oпштина се налази на надморској висини од 61 m.